# Convento de Santa Clara (Santarém)
O Mosteiro de Santa Clara também designado por Igreja de Santa Clara é um antigo convento de clarissas localizado em Santarém.
A Igreja de Santa Clara constitui um dos monumentos mais emblemáticos do gótico mendicante da cidade de Santarém, situando-se na proximidade do Convento de S. Francisco, outro exemplar marcante deste estilo arquitectónico. A igreja é a parte remanescente do antigo convento das clarissas, aqui estabelecido em 1264. Actualmente, encontra-se rodeada por um amplo espaço, onde antes se encontravam as dependências conventuais, demolidas no início do século XX, e nas quais se incluía um claustro maneirista. 
O que resta do Convento, especialmente a Igreja, está classificado como Monumento Nacional desde 1917.

## História
A fundação do convento remonta a 1259, no reinado de D. Afonso III, quando as clarissas, provenientes de Lamego, se decidem fixar em Santarém. O edifício conventual estava já pronto em 1264, tendo a igreja sido sagrada no ano seguinte. D. Branca Lourenço de Avelar, ca 1338-1371, Senhora da Quintã de Oeiras foi Dona de Santa Clara de Santarém. Filha do Conde D. Lourenço Martins de Avelar, o Velho e de D. Brites Anes de Castela.
As obras prosseguiram muito para além da inauguração, prolongando-se durante todo o século XIII e na primeira metade do século XIV. Durante o reinado de D. Dinis, foram realizados importantes benefícios patrocinados quer pela Rainha D. Isabel, quer pelo próprio rei. Particularmente importante durante a primeira fase de edificação da obra parece ter sido D. Leonor Afonso, filha de D. Afonso III e que foi freira nesta casa. Esta infanta foi mais tarde, em 1325, sepultada na igreja do convento. Do início do século XIV, data o túmulo de Martim Afonso Chichorro, filho bastardo do mesmo rei, e que actualmente se encontra na Igreja de São João de Alporão.

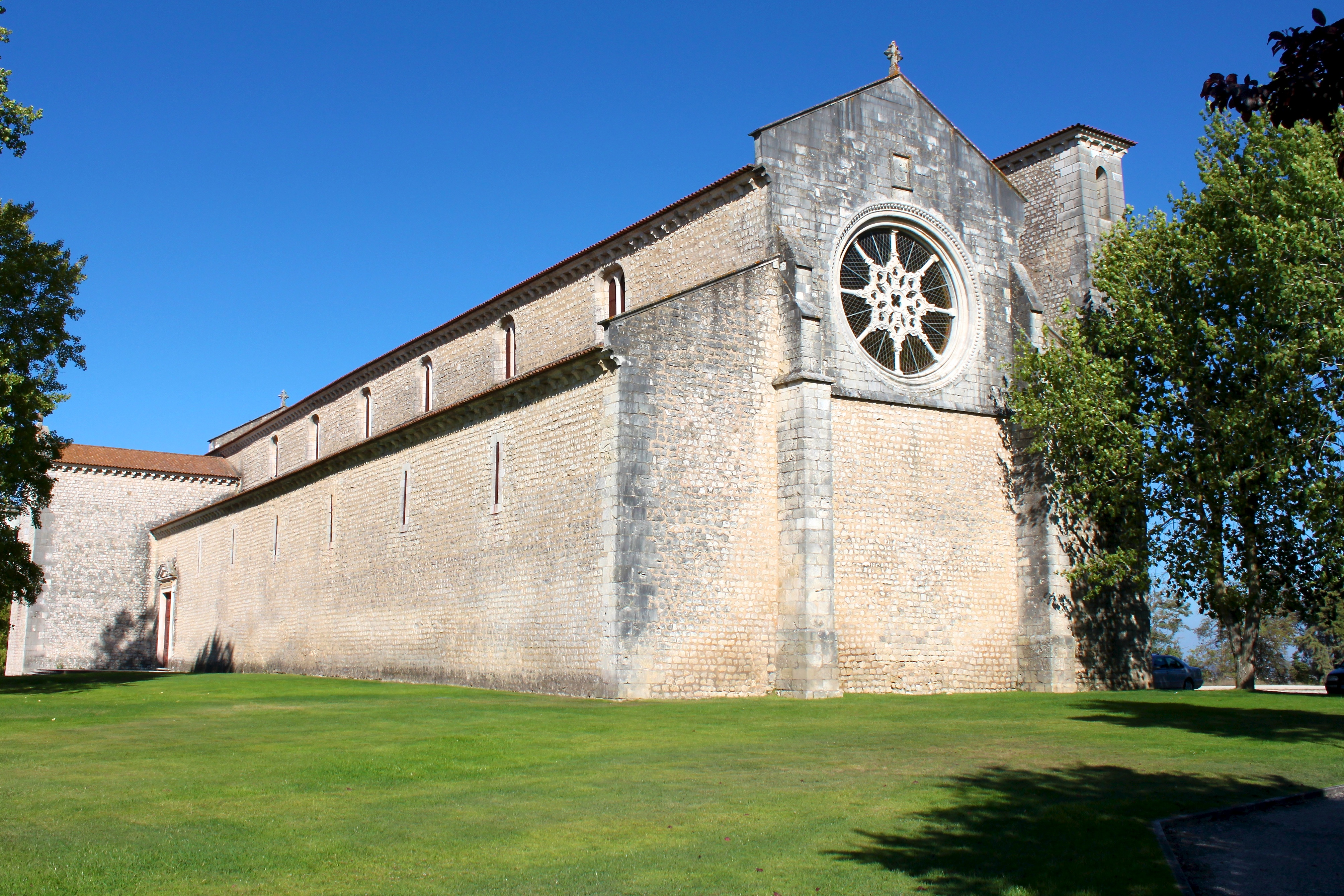
Vista geral das fachadas poente e norte.

Ao longo dos séculos, muitas foram as campanhas artísticas que se sucederam no espaço conventual. Em 1564, é executado um retábulo por Diogo de Contreiras e, no início do século seguinte, é concluído o cadeiral do coro. Na segunda metade do século XVII, em consequência de dois graves incêndios (em 1668 e no ano seguinte), a parte conventual foi inteiramente modificada, tendo a igreja sido significativamente alterada. De entre as obras então levadas a cabo, são de salientar a supressão do transepto, a divisão do amplo corpo da igreja, a execução de um novo tecto em caixotões e a aplicação de revestimento azulejar maneirista.
Já nos séculos XVIII e XIX, a igreja é alvo de inúmeras alterações, que passaram designadamente pela substituição da abóbada da capela-mor, pelo entaipamento dos seus lumes, pela demolição dos absíolos, pela alteração dos braços do transepto, pelo entaipamento da rosácea e pela elevação do nível do pavimento. Em 1817, o órgão é executado por António Xavier Machado e Cerveira. Este órgão seria em 1902 transferido para a Igreja de Santa Maria de Marvila, onde ainda hoje se encontra.
O convento seria encerrado em 1902, ano em que faleceu a última freira. O edifício entra então definitivamente em ruína, sendo os seus bens vendidos e o seu recheio desbaratado por particulares. Os edifícios conventuais, incluindo o claustro maneirista, são demolidos em 1906, tendo apenas sido poupada a igreja. Nas décadas de 30 e de 40 do século XX, foi levada a cabo uma intervenção que pretendeu restituir o monumento à sua pureza original, o que determinou a supressão de todos os elementos não góticos que subsistiam na igreja. Do valiosíssimo espólio perdido, há a salientar o retábulo quinhentista de Contreiras, o cadeiral do coro, os tectos em caixotões, os painéis de azulejos e os restantes elementos barrocos.

## Arquitectura e Arte
Actualmente, a igreja pouco conserva da sua primitiva traça. O edifício é muito longo, apresentando um transepto saliente. A fachada da velha basílica gótica merece destaque pelo seu contrafortado topo poente, enriquecido pela rosácea raiada, com arquivoltas ornamentadas de besantes ou pérolas, sobre a qual se releva uma moldura de pedraria esmaltada com as armas reais. Neste topo, ergue-se a torre sineira, que é rematada por uma bordadura de cachorrada de singular efeito decorativo. O topo oposto é amparado nas quinas por contrafortes e corrido no cimo por uma cachorrada golpeada.